# 北風航空
北风航空公司（英語：Nordwind Airlines LLC），又译“诺德万航空”，是以俄罗斯莫斯科为总部的一家包机航空公司，运营基地设在莫斯科谢列梅捷沃国际机场C号航站楼以及喀山国际机场T1A航站楼。北风航空的目的地多为国内航线，以及地中海及印度洋一带的度假地。

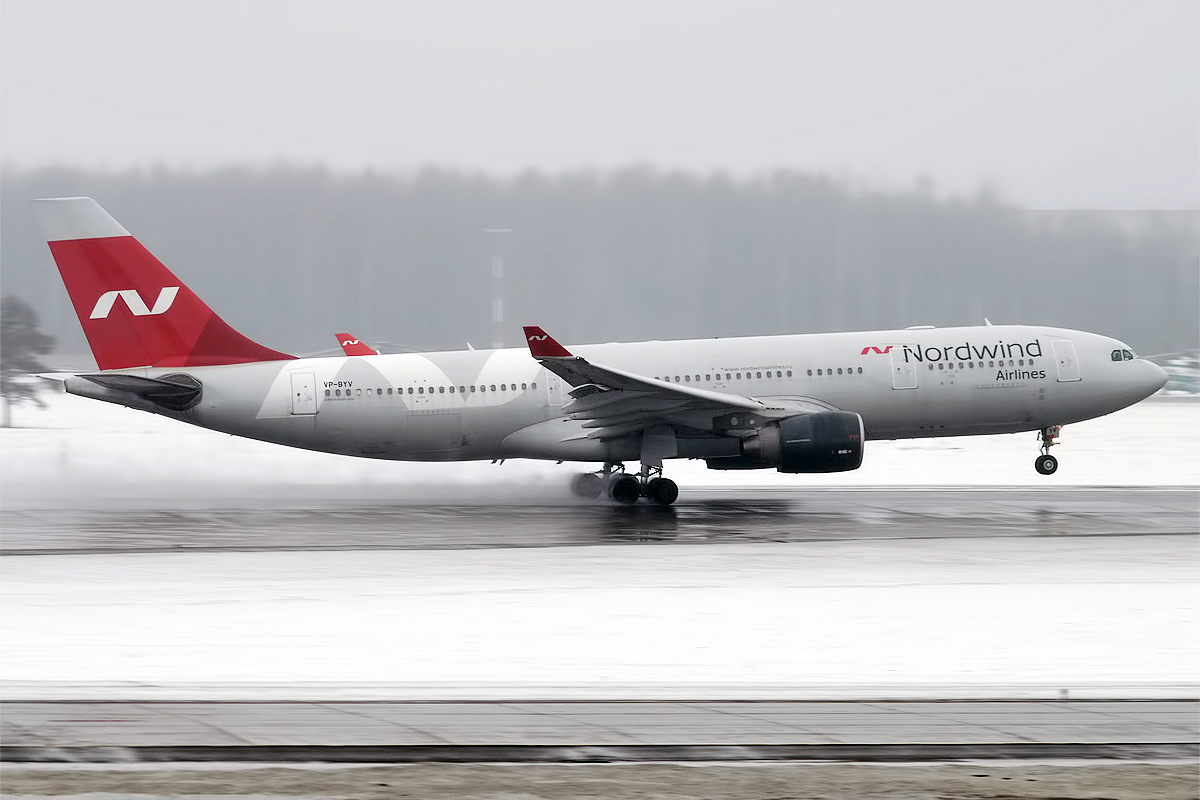
北風航空的空中巴士A330

## 历史
北风航空于2008年8月由飞马旅游（Pegasus）在俄罗斯和土耳其的分部成立，最初运营三架波音757-200。此后，空客A321和波音767-300ER先后加盟。
2013年，北风航空向ALAFCO租借两架波音777-200ER，同时引进一架空客A320，但該A320翌年便退役。北風以往的機隊均從離岸公司租借而來。
北風航空的機隊現為空客A321、A330，以及波音B737、B767ER為主。
2025年7月底，北風航空開始營運莫斯科─平壤順安國際機場的航線，並於7月28日首航。

## 机队

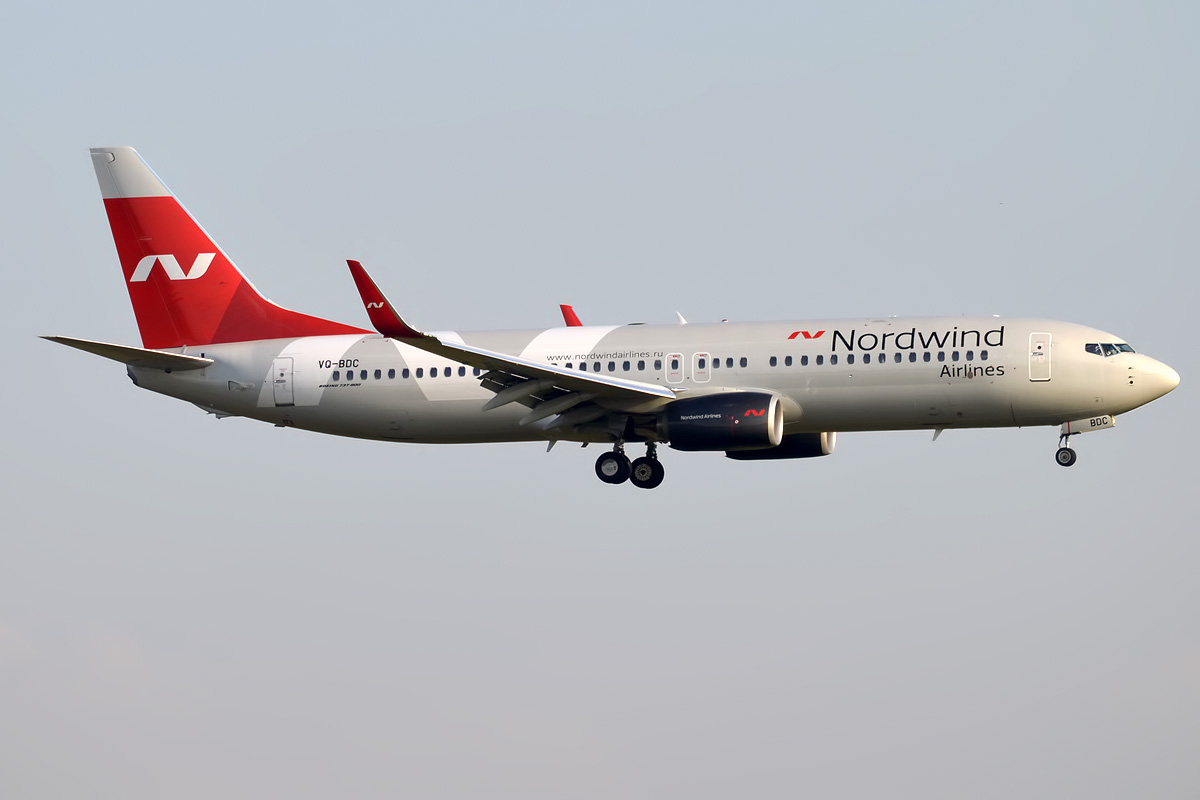
波音737降落在謝列梅捷沃國際機場

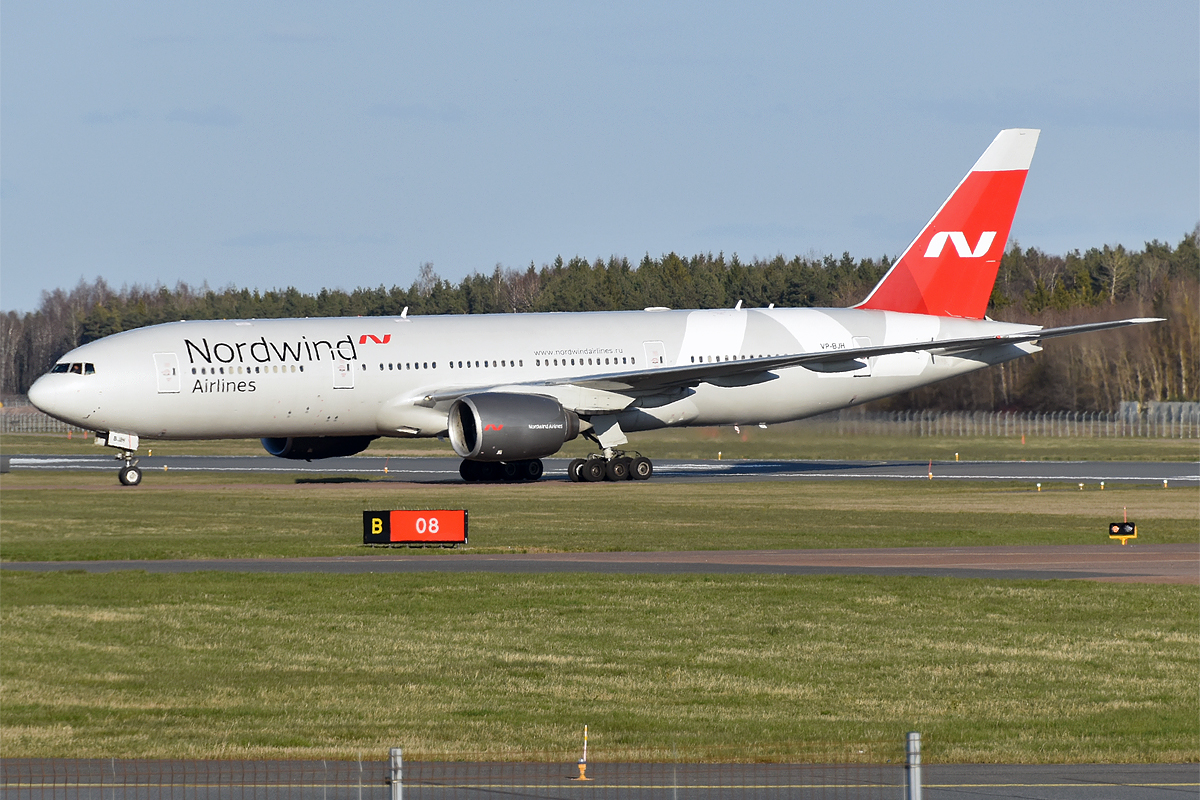
2020年，北风航空的波音777在谢列梅捷沃机场

截至2025年6月，北风航空公司机队的平均机龄为16年，组成如下：

## 意外事件
- 2013年4月29日，北风航空的一架空中客车A320由埃及沙姆沙伊赫飞往俄罗斯喀山，在飞经叙利亚领空时，有不明人士向该机发射两枚地对空导弹，导弹在飞机下方数百米爆炸，但未击中飞机。机组令飞机爬升1,000米以避免被导弹爆炸后的碎片击中，飞机最后安全降落在喀山机场，机上无人受伤，机身也没有受损。事后，俄罗斯联邦航空署下令禁止俄罗斯客机飞越战争地区。[10][11]